# Desa Besuk (administrativ by i Indonesien, lat -7,82, long 113,96)
Desa Besuk är en administrativ by i Indonesien.   Den ligger i provinsen Jawa Timur, i den västra delen av landet, 800 km öster om huvudstaden Jakarta.